# Élections législatives de 1978 dans l'Allier
Les élections législatives françaises de 1978 se déroulent les 12 et 19 mars 1978. Dans le département de l'Allier, quatre députés sont à élire dans le cadre de quatre circonscriptions.

## Élus
| Circonscription | Député sortant   | Parti | Parti         | Député élu ou réélu | Parti | Parti     |
| --------------- | ---------------- | ----- | ------------- | ------------------- | ----- | --------- |
| 1re             | Hector Rolland   |       | RPR           | Hector Rolland      |       | RPR       |
| 2e              | Maurice Brun     |       | Divers droite | Pierre Goldberg     |       | PCF       |
| 3e              | Pierre Villon    |       | PCF           | André Lajoinie      |       | PCF       |
| 4e              | Gabriel Péronnet |       | Rad (MR)      | Gabriel Péronnet    |       | UDF (Rad) |

## Résultats

### Résultats à l'échelle du département
| Parti                 | Parti                              | Premier tour | Premier tour | Second tour | Second tour | Sièges |
| Parti                 | Parti                              | Voix         | %            | Voix        | %           | Sièges |
| --------------------- | ---------------------------------- | ------------ | ------------ | ----------- | ----------- | ------ |
|                       | Parti communiste français          | 67 900       | 31,01        | 110 724     | 49,86       | 2      |
|                       | Parti socialiste                   | 45 051       | 20,58        | Retrait     | Retrait     | 0      |
|                       | Union de la gauche                 | 112 951      | 51,59        | 110 724     | 49,86       | 2      |
|                       |                                    |              |              |             |             |        |
|                       | Union pour la démocratie française | 41 898       | 19,14        | 57 644      | 25,96       | 1      |
|                       | Rassemblement pour la République   | 39 903       | 18,23        | 26 904      | 12,11       | 1      |
|                       | Divers droite                      | 15 844       | 7,24         | 26 801      | 12,07       | 0      |
|                       | Majorité présidentielle            | 97 645       | 44,60        | 111 349     | 50,14       | 2      |
|                       |                                    |              |              |             |             |        |
|                       | Lutte ouvrière                     | 4 956        | 2,26         |             |             | 0      |
|                       | Écologie 78                        | 1 064        | 0,49         | 0           |             |        |
|                       | Front national                     | 941          | 0,43         | 0           |             |        |
|                       | Extrême droite                     | 789          | 0,36         | 0           |             |        |
|                       | Union des gaullistes de progrès    | 597          | 0,27         | 0           |             |        |
|                       |                                    |              |              |             |             |        |
| Inscrits              | Inscrits                           | 263 837      | 100,00       | 263 864     | 100,00      | 4      |
| Abstentions           | Abstentions                        | 40 583       | 15,38        | 35 637      | 13,51       |        |
| Votants               | Votants                            | 223 254      | 84,62        | 228 227     | 86,49       |        |
| Blancs et nuls        | Blancs et nuls                     | 4 311        | 1,93         | 6 154       | 2,7         |        |
| Exprimés              | Exprimés                           | 218 943      | 98,07        | 222 073     | 97,3        |        |
| Source : Data.gouv.fr |                                    |              |              |             |             |        |

### Résultats par circonscription

#### Première circonscription (Moulins)
| Candidat       | Candidat                     | Parti          | Premier tour | Premier tour | Second tour | Second tour |  |
| Candidat       | Candidat                     | Parti          | Voix         | %            | Voix        | %           |  |
| -------------- | ---------------------------- | -------------- | ------------ | ------------ | ----------- | ----------- |  |
|                | Hector Rolland sortant réélu | RPR            | 22 759       | 44,53        | 26 904      | 51,67       |  |
|                | Pierre Guillaumin            | PCF            | 13 104       | 25,64        | 25 163      | 48,33       |  |
|                | Jean-Paul Desgranges         | PS             | 12 490       | 24,44        | Retrait     | Retrait     |  |
|                | Joseph Brat                  | Écologie 78    | 1 064        | 2,08         |             |             |  |
|                | Josiane Mainville            | LO             | 902          | 1,76         |             |             |  |
|                | Robert Boulet                | Extrême droite | 789          | 1,54         |             |             |  |
|                |                              |                |              |              |             |             |  |
| Inscrits       | Inscrits                     | Inscrits       | 61 269       | 100,00       | 61 369      | 100,00      |  |
| Abstentions    | Abstentions                  | Abstentions    | 9 398        | 15,34        | 8 055       | 13,13       |  |
| Votants        | Votants                      | Votants        | 51 871       | 84,66        | 53 314      | 86,87       |  |
| Blancs et nuls | Blancs et nuls               | Blancs et nuls | 763          | 1,47         | 1 247       | 2,34        |  |
| Exprimés       | Exprimés                     | Exprimés       | 51 108       | 98,53        | 52 067      | 97,66       |  |

#### Deuxième circonscription (Montluçon)
| Candidat       | Candidat             | Parti          | Premier tour | Premier tour | Second tour | Second tour |  |
| Candidat       | Candidat             | Parti          | Voix         | %            | Voix        | %           |  |
| -------------- | -------------------- | -------------- | ------------ | ------------ | ----------- | ----------- |  |
|                | Pierre Goldberg élu  | PCF            | 23 365       | 39,25        | 32 912      | 55,12       |  |
|                | Maurice Brun sortant | Divers droite  | 15 844       | 26,62        | 26 801      | 44,88       |  |
|                | Albert Chaubard      | PS             | 10 702       | 17,98        | Retrait     | Retrait     |  |
|                | Jean-Pierre Goulemot | RPR            | 8 405        | 14,12        |             |             |  |
|                | Michelle Loux        | LO             | 1 208        | 2,03         |             |             |  |
|                |                      |                |              |              |             |             |  |
| Inscrits       | Inscrits             | Inscrits       | 70 286       | 100,00       | 70 224      | 100,00      |  |
| Abstentions    | Abstentions          | Abstentions    | 9 706        | 13,81        | 8 765       | 12,48       |  |
| Votants        | Votants              | Votants        | 60 580       | 86,19        | 61 459      | 87,52       |  |
| Blancs et nuls | Blancs et nuls       | Blancs et nuls | 1 056        | 1,74         | 1 746       | 2,84        |  |
| Exprimés       | Exprimés             | Exprimés       | 59 524       | 98,26        | 59 713      | 97,16       |  |

#### Troisième circonscription (Gannat)
| Candidat       | Candidat           | Parti          | Premier tour | Premier tour | Second tour | Second tour |  |
| Candidat       | Candidat           | Parti          | Voix         | %            | Voix        | %           |  |
| -------------- | ------------------ | -------------- | ------------ | ------------ | ----------- | ----------- |  |
|                | André Lajoinie élu | PCF            | 17 361       | 36,17        | 25 477      | 51,76       |  |
|                | Edmond Maupoil     | UDF (Rad)      | 12 211       | 25,44        | 23 740      | 48,24       |  |
|                | René Maëder        | RPR            | 8 739        | 18,21        | Retrait     | Retrait     |  |
|                | Roger Limoges      | PS             | 8 104        | 16,89        | Retrait     | Retrait     |  |
|                | Yvette Costes      | LO             | 1 579        | 3,29         |             |             |  |
|                |                    |                |              |              |             |             |  |
| Inscrits       | Inscrits           | Inscrits       | 57 606       | 100,00       | 57 597      | 100,00      |  |
| Abstentions    | Abstentions        | Abstentions    | 8 630        | 14,98        | 7 210       | 12,52       |  |
| Votants        | Votants            | Votants        | 48 976       | 85,02        | 50 387      | 87,48       |  |
| Blancs et nuls | Blancs et nuls     | Blancs et nuls | 982          | 2,01         | 1 170       | 2,32        |  |
| Exprimés       | Exprimés           | Exprimés       | 47 994       | 97,99        | 49 217      | 97,68       |  |

#### Quatrième circonscription (Vichy)
| Candidat       | Candidat                       | Parti          | Premier tour | Premier tour | Second tour | Second tour |  |
| Candidat       | Candidat                       | Parti          | Voix         | %            | Voix        | %           |  |
| -------------- | ------------------------------ | -------------- | ------------ | ------------ | ----------- | ----------- |  |
|                | Gabriel Péronnet sortant réélu | UDF (Rad)      | 29 687       | 49,22        | 33 904      | 55,51       |  |
|                | Charles Marcilly               | PCF            | 14 070       | 23,33        | 27 172      | 44,49       |  |
|                | Jean-Michel Belorgey           | PS             | 13 755       | 22,8         | Retrait     | Retrait     |  |
|                | Marie-Christine Bourry         | LO             | 1 267        | 2,1          |             |             |  |
|                | Brigitte André                 | FN             | 941          | 1,56         |             |             |  |
|                | Mme Saissac                    | UGP            | 597          | 0,99         |             |             |  |
|                |                                |                |              |              |             |             |  |
| Inscrits       | Inscrits                       | Inscrits       | 74 676       | 100,00       | 74 674      | 100,00      |  |
| Abstentions    | Abstentions                    | Abstentions    | 12 849       | 17,21        | 11 607      | 15,54       |  |
| Votants        | Votants                        | Votants        | 61 827       | 82,79        | 63 067      | 84,46       |  |
| Blancs et nuls | Blancs et nuls                 | Blancs et nuls | 1 510        | 2,44         | 1 991       | 3,16        |  |
| Exprimés       | Exprimés                       | Exprimés       | 60 317       | 97,56        | 61 076      | 96,84       |  |